# سوفی هاوارد
سوفی هاوارد (انگلیسی: Sophie Howard؛ زاده ۲۴ فوریهٔ ۱۹۸۳) یک مانکن اهل بریتانیا است.